# 柏林会展中心

由理查德·厄米施（Richard Ermisch）建造的入口大厅主楼

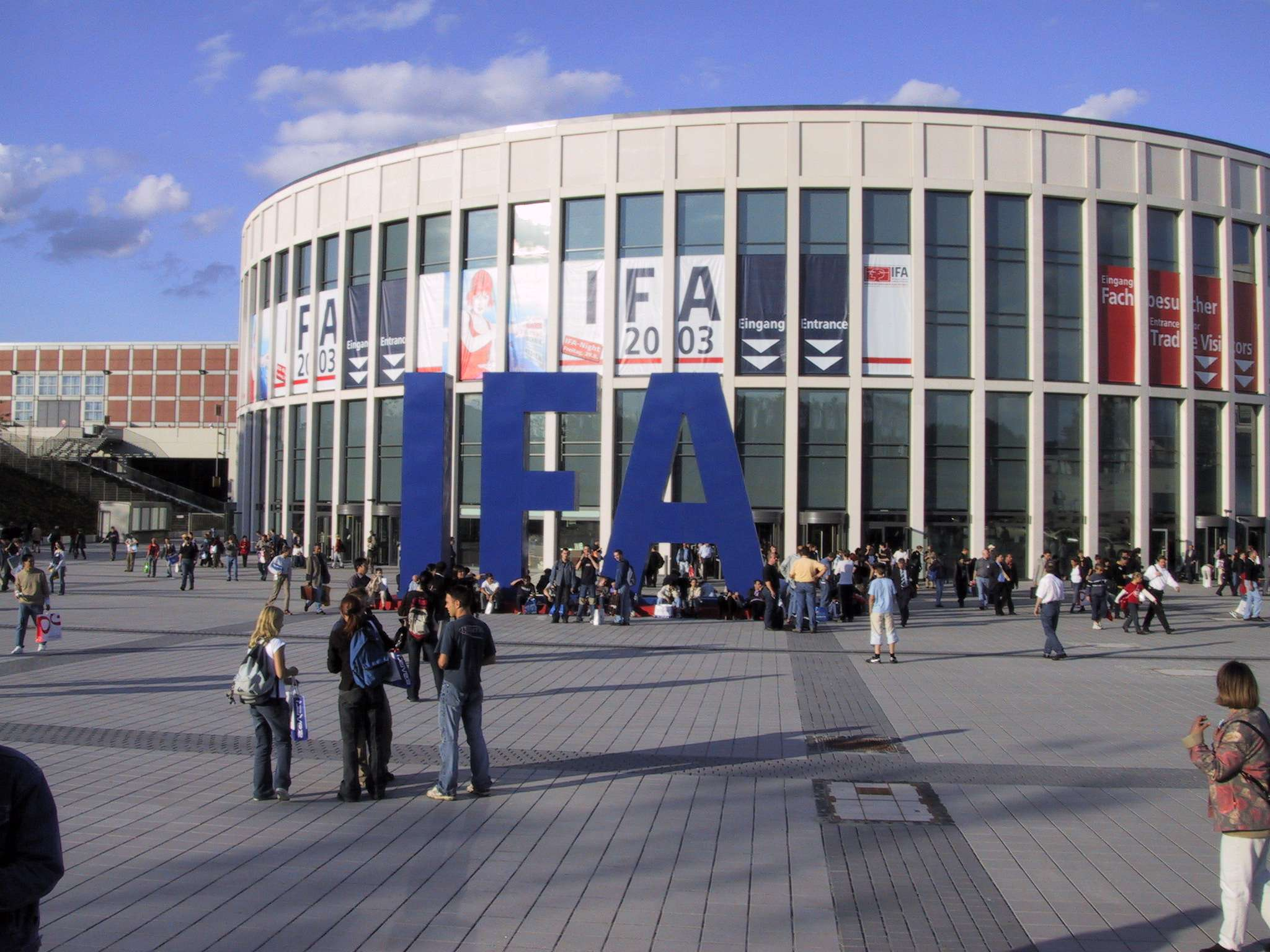
2003年IFA期间的会馆南门

柏林会展中心（德語：Berlin Messegelände）是一座位于德国柏林夏洛滕堡-维尔默斯多夫的展览场馆。场馆坐落于广播大厦对面的Masurenallee路上。从2011年起，会展中心正式称为柏林会展中心城（Berlin ExpoCenter City），并由柏林国际展览有限公司（Messe Berlin GmbH）经营。

## 历史
柏林会展中心建于1936-37年，占地160,000平方米（1,700,000平方英尺），包括26个大厅以及柏林广播电视塔。大厅通过桥梁连接到柏林国际会议中心，会议中心在2014年关闭，开放时间另行通知。会馆南部是柏林城市立方，一座于2014年开放的展览及会议厅，此地前身为德国哈雷竞技场，后取代了ICC的职能。
在此举办的重要贸易展览会包括柏林国际绿色周、柏林国际广播展（IFA）、柏林国际旅游展（ITB）、Youth fair YOU、维纳斯奖以及柏林轨道交通技术展。